# Joseph Ingraham
Joseph Ingraham (Boston, 1762 - lugar indeterminado del Atlántico norte, 1800) fue un marino, comerciante y explorador estadounidense, que ha pasado a la historia por ser el primer occidental en avistar algunas de islas del grupo norte de archipiélago de las Marquesas.
Fue uno de los muchos navegantes comerciantes-exploradores de la entonces joven federación de los Estados Unidos de América que se lanzaron a la aventura, a imitación de los hecho años antes por el explorador inglés James Cook. Este había obtenido grandes ganancias con el comercio de pieles procedentes de la costa Noroeste de América que vendía en China.
También fue oficial de la Marina de los Estados Unidos, que participó y fue hecho prisionero en la Guerra de Independencia.

## Juventud
Nacido en Boston en 1762, Ingraham participó en la Guerra de Independencia de los Estados Unidos, en la Marina. Sirvió entre otros, bajo el mando del capitán John Kendrick. Fue capturado por el Reino Unido, y quedó prisionero parte de la guerra en el barco cárcel Old Jersey.

## Primer viaje: 1787-1790

Itinerario de las expediciones (primera, en rojo; segunda, en azul).1. Boston, 2. Islas de Cabo Verde, 3. islas Malvinas, 4. Archipiélago Juan Fernández, 5. islas Marquesas, 6. Islas Hawái, 7. Islas de la Reina Carlota, isla de Vancouver, 8. Macao

En 1787, Kendrick le propuso que lo acompañase al océano Pacífico norte para comerciar con pieles entre la costa Noroeste de América y la China. Ingraham navegó en el Columbia Rediviva, un buque de 25 m y 212 toneladas. Otro barco formaba parte de la expedición, el Lady Washington, un balandro de 18 m y 90 toneladas, comandado por el capitán Robert Gray.
Los dos barcos zarparon de Boston el 1 de octubre de 1787, doblando el cabo de Hornos en marzo. En esa travesía, en las islas de Cabo Verde, Ingraham se convirtió en el segundo del Columbia. El 23 de septiembre llegaron al Nootka Sound, en la isla de Vancouver. La temporada estaba muy avanzada y Kendrick decidió pasar allí el invierno. Esto les permitió establecer relaciones con los nutkas, el pueblo nativo americano que vivía allí, y comprar pieles, especialmente de nutrias marinas. A principios de julio, Kendrick decidió cambiar su barco: Robert Gray se convirtió así en el capitán del Columbia Rediviva, y todas las pieles recolectadas se almacenaron en el barco, más grande, para que fueran vendidas en China.
Ingraham, que había permanecido en el Columbia, comenzó a cruzar el Pacífico el 31 de julio de 1789. Hicieron escala en Hawái, donde embarcaron dos polinesios, uno de los cuales, Kalehua (también llamado Opie), quedó al servicio de Joseph Ingraham. Llegaron a Macao en noviembre de 1789, pero Gray prefirió ir a vender las pieles a Cantón. Ingraham conoció a Thomas Perkins, otro comerciante de Boston, que estaba a punto de regresar a los Estados Unidos. La venta se llevó a cabo poco a poco, y a un precio mucho más bajo de lo esperado. El Columbia cargó té y porcelana y reanudó el viaje el 12 de febrero de 1790. Retornó pasando por el estrecho de Sonda, el cabo de Buena Esperanza, para finalmente llegar a Boston el 9 de agosto de 1790, casi tres años después su partida.
Fueron recibidos con gran entusiasmo popular, ya que fue era la primera nave estadounidense que realizaba la circunnavegación terrestre. Los patrocinadores de la expedición no quedaron tan contentos dado el pequeño beneficio obtenido.

## Segundo viaje: 1790-1793

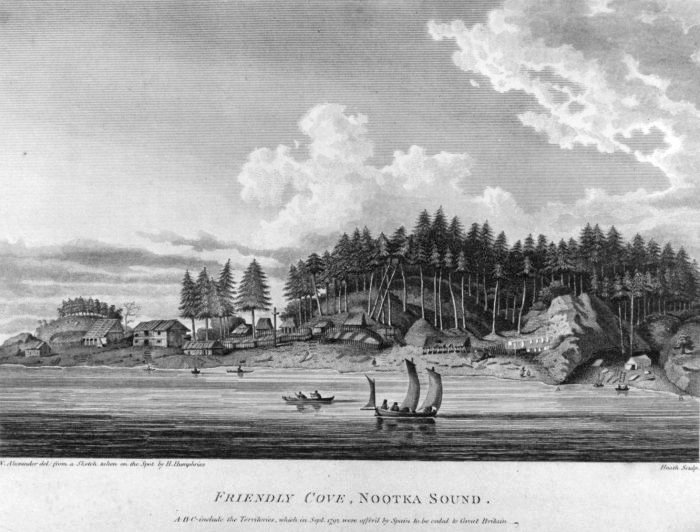
Friendly Cove, grabado del puesto comercial de la bahía de Nootka, en 1791.

En Boston, Joseph Ingraham se reencontró con Thomas Perkins, quien le ofreció que volver de inmediato al Pacífico para continuar con el comercio de pieles de nutria de mar, pero, esta vez, como comandante del Hope [Esperanza], un bergantín de 70 toneladas.
El 17 de septiembre de 1790 partió de Boston, con una tripulación de solo quince hombres, entre ellos Kalehua siempre acompañando a Ingraham. Como en su primer viaje, se detuvo en las islas de Cabo Verde y en las islas Malvinas, y cruzó el cabo de Hornos el 26 de enero de 1791. Tomó rumbo noroeste, pasando por las islas Desventuradas y dirigiéndose a Hawái, donde se comprometió a llevar a los polinesios.
El 15 de abril de 1791 llegó al archipiélago de las islas Marquesas, solo visitado previamente por el español Álvaro de Mendaña, en 1595, y por el inglés James Cook, en 1774. Escribió que vio dos islas ese día, probablemente Fatuiva y Moho Tani (o tal vez pudo ser el islote Motu Nao). Al día siguiente navegó entre Tahuata e Hiva Oa, que él conocía con los nombres que les dio en su momento Mendaña, Santa Cristina y Dominica respectivamente. Quedó ancladó dos días en Tahuata, en la bahía de Vaitahu y luego de nuevo siguió hacia el norte. El 19 de abril de 1791, hacia los 9º S, descubrió las islas del grupo norte del archipiélago de las Marquesas: Ua Pou, Ua Huka, Nuku Hiva, Eiao y Hatutu. Las nombró con referencias a la historia reciente de los Estados Unidos, bautizándolas respectivamente Adams, Washington, Federal (en honor de los estados federados de la Unión), Henry Knox y Hancock. También nombró otra isla Franklin, por Benjamin Franklin, probablemente en la costa norte de Nuku Hiva que pudo confundir con una nueva tierra.
Ingraham dejó las Marquesas el 21 de abril y llegó a Hawái el 20 de mayo. Allí reencontró a Kamehameha I, futuro rey unificador del archipiélago, y desembarcó a Kalehua. Luego partió al nordeste, a su lugar de intercambio de pieles. El Hope necesitaba reparaciones, y ancló en una cala del estrecho de Gowgaia, que llamó estrecho de Magee, uno de los patrocinadores de la expedición. La cala donde se encontraba fue llamada Port Perkins, en honor de su principal patrocinador .
Partió el 7 de julio y comenzó a comerciar con los indios haidas de las islas de la Reina Carlota y de la isla de Vancouver. Tenía la idea de fabricar collares de hierro, que intercambia con ventaja por las pieles de nutria marina. Durante dos meses cabotea a lo largo de lo que hoy es la costa Oeste de los Estados Unidos y Canadá. Allí se encontró con otros buques que realizaban el mismo comercio.

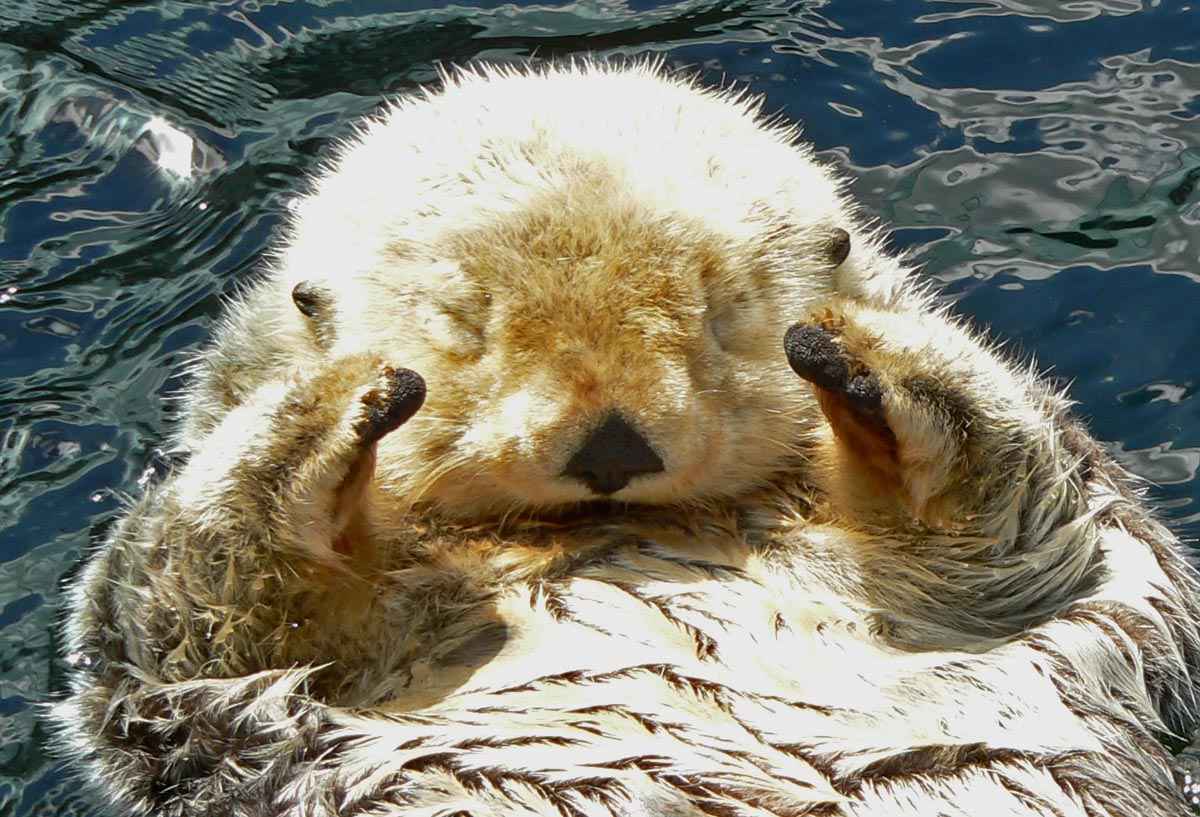
La nutria marina y su piel, objeto de las expediciones de Ingraham.

El 2 de septiembre, partió para China vía Hawái. Llegó a Macao el 22 de noviembre. Por desgracia para él y otros minoristas occidentales, tras un acuerdo con la zarina Catalina II de Rusia, el emperador chino Qianlong ordenó que la importación de pieles quedase reservada solo para los rusos. Ingraham enfermó en Macao, pero afortunadamente, en la tripulación de un barco francés le Solide, capitaneado por Étienne Marchand, que también había llegado para comerciar con pieles, había un cirujano, Claude Roblet, quién le atendió. Con dificultades, terminó vendiendo sus pieles de nutria de mar en Cantón, y finalmente reanudó el viaje el 26 de abril de 1792.
Regresó a la costa Noroeste de América, pero esta vez la recolección no fue satisfactoria. Conoció a George Vancouver, llegado para mantener conversaciones con los españoles, que también reivindicaban la soberanía en la región. El 26 de septiembre de 1792, se reencontró con el Columbia, que estaba comandado por Robert Gray, en la bahía de Neah, cerca del cabo Flattery, en el actual estado de Washington. Gray estaba allí para vender a los españoles su pequeño balandro, el Adventure, comandado por Robert Haswell, que había estado bajo el mando de Ingraham previamente. Al día siguiente, el Hope acompañó al buque español La Princesa a la bahía de Nootka, para llevar al nuevo administrador español de ese puesto avanzado. También se cruzó con James Magee, uno de sus patrocinadores, capitán del Margaret, la nave gemela del  Hope. Juntos siguieron comerciando un poco más, pero finalmente decidieron regresar a Macao para vender su nuevo cargamento, a través de Hawái y Taiwán. Joseph Ingraham regresó luego a Boston, a donde llegó en julio de 1793. Esta expedición resultó ser un fracaso comercial. No obstante, sirvió para que Ingraham dejara a la posteridad las descripciones de los pueblos que conoció, de la flora y fauna y numerosas ilustraciones.

## Últimos años
A partir de entonces no volverá más al comercio de pieles en el Pacífico Norte, pero continuará navegando. Asimismo, participará en la Cuasi-Guerra entre Francia y los Estados Unidos como un oficial de la Armada de los Estados Unidos. La última mención que se hace de él en los registros del Departamento de la Marina de los Estados Unidos data del 14 de junio de 1799, cuando era teniente. En 1800, se embarcó en el USS Pickering, partiendo desde New Castle, Delaware. Pero en el otoño, el barco fue dado por desaparecido en el mar.

## Legado
En recuerdo suyo y en su honor, la bahía Ingraham (Ingraham Bay) y la punta Ingraham (Ingraham Point), en Alaska, recibieronn su nombre.